# Vught
 Denne artikel omhandler Vught. Opslagsordet har også en anden betydning, se Kamp Vught.
 For alternative betydninger, se Vught (flertydig). (Se også artikler, som begynder med Vught)
Vught ( udtale ?) er en kommune og en by i den sydlige provins Noord-Brabant i Nederlandene. 
- Geschiedenis van Vught
- Vught i 1866
- Et Vughts postkort fra begyndelsen af 1900-tallet, den gang skrevet med "CH"
- Det gamle våben af Vught
- Vughtse Toren cirka 1790
- Rådhuset i Villa Leeuwenstein

- Wikimedia Commons har flere filer relateret til Vught

51°39′N 5°18′Ø / 51.65°N 5.3°Ø